# Forte de Rifa
Forte de Rifa (em árabe: قلعة الرفاع; romaniz.: Qal'at ar-Rifa), atualmente chamado Forte Xeique Salmã ibne Amade (Qal'at Sheykh Salman bin Ahmed), localiza-se em Rifa, no Barém.